# Monte Santo di Lussari
Il Monte Santo di Lussari (AFI: /lusˈsari/; 1 790 m s.l.m., Mont Sante di Lussari in friulano, Svete Višarje, "Le sante alture" in sloveno e Luschariberg in tedesco) è una montagna delle Alpi Giulie, posta nel territorio del comune di Tarvisio (UD), a sud della frazione di Camporosso.

## Descrizione
Il monte fa parte della Catena Jôf Fuârt-Montasio: non è una delle maggiori cime delle Alpi Giulie, ma deve la sua fama principalmente al convento sorto nel XVI secolo in cima al monte, con le costruzioni attorno al santuario realizzate in tipico stile carinziano in linea con quelle diffuse nella sottostante Val Canale. Considerato il balcone delle Alpi Giulie, dalla sua sommità si gode un ampio panorama sulla conca del tarvisiano e sulle alture circostanti, quali le Caravanche a nord, i gruppi del Mangart ad est e del Jôf di Montasio a sud e dalla cima dipartono diversi sentieri, il più noto dei quali è quello che porta alla vicina Cima del Cacciatore a 2 071 m s.l.m..

### Santuario
La prima cappella, della quale non rimane più traccia, venne costruita nel 1360 nel luogo ove secondo la tradizione venne ritrovata una statuetta della Madonna col Bambino. L'attuale chiesa risale invece al periodo tra 1500 e 1600. Nel corso dei secoli ha subito alcuni danneggiamenti: nel 1807 venne colpita da un fulmine e nel 1915 venne bombardata, ma venne sempre ricostruita. Nell'anno 2000, in occasione del Giubileo, la chiesa è stata completamente ristrutturata e rinnovata. La chiesa è chiamata anche "dei tre popoli", in quanto è luogo di pellegrinaggio per le genti di tutte e tre le stirpi linguistiche confinanti: quella germanica (col tedesco), quella romanza (con friulano e italiano) e quella slava (con lo sloveno).

### Stazione sciistica
Il Lussari è anche una stazione sciistica, raggiungibile con la telecabina che porta gli sciatori, da dicembre ad aprile, a cimentarsi sulle svariate piste da sci che sorgono sui fianchi del monte, quali la Di Prampero (con una lunghezza di 3 920 m e un dislivello di 940 m) e la Alpe Limerza. Questa pista, oltre che essere stata teatro di numerose gare di sci valevoli per la Coppa Europa, ha ospitato la Coppa del Mondo di sci alpino femminile nel 2007, nel 2009, e il 5 e 6 marzo 2011.

### Telecabina
Dalla frazione di Camporosso, a 805 m s.l.m. parte una moderna telecabina che, con una lunghezza di 3 070 m e una portata di 1 880 persone/ora, porta in poco più di 15 minuti a quota 1 760 m, ai piedi del borgo abitato e all'inizio delle piste da sci.

## Galleria d'immagini

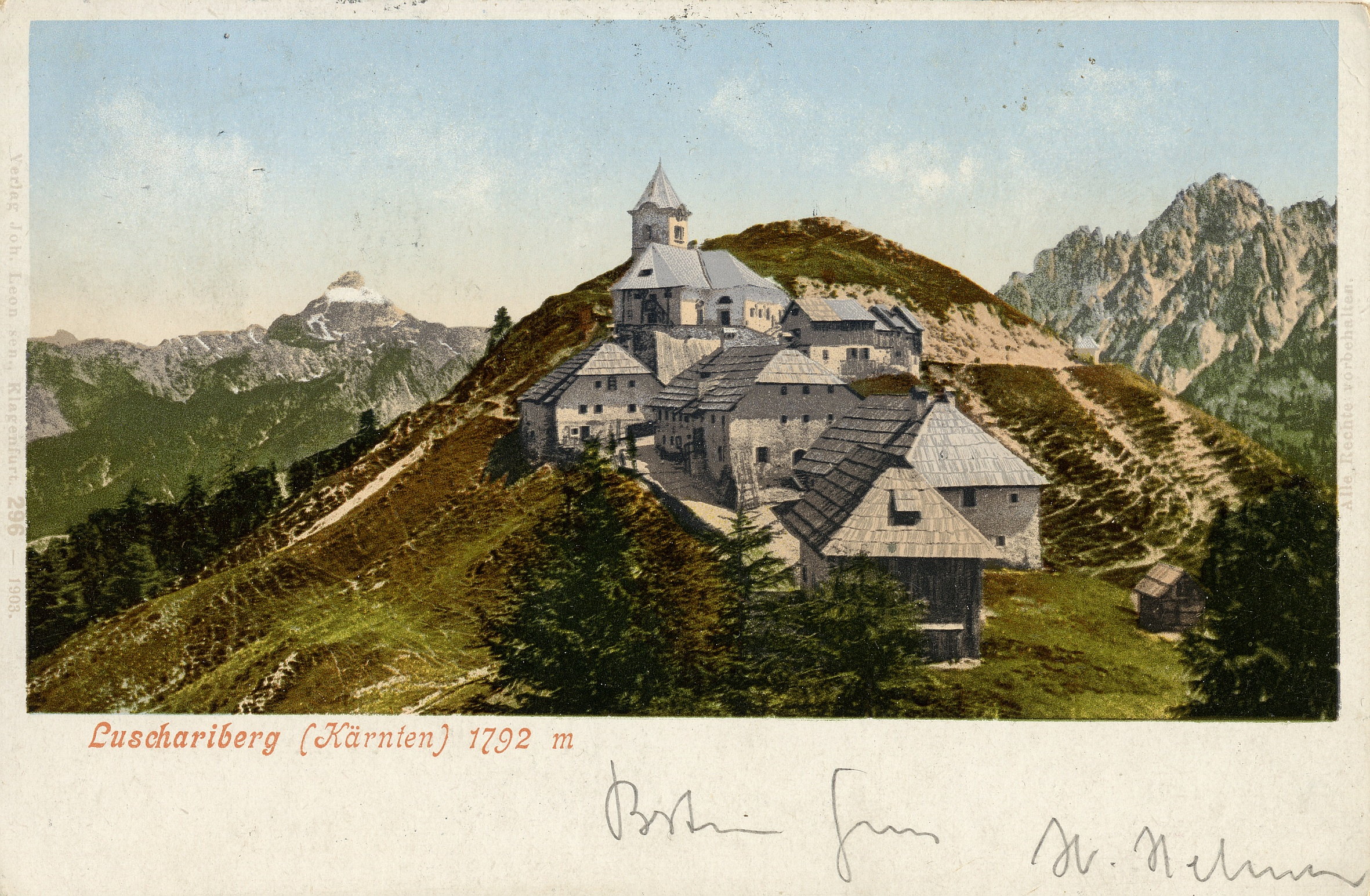
Il Lussari nel 1903
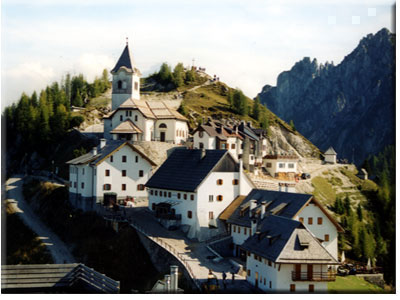
Il Lussari oggi
Il santuario in inverno, dietro la Cima del Cacciatore (2 071 m s.l.m.)
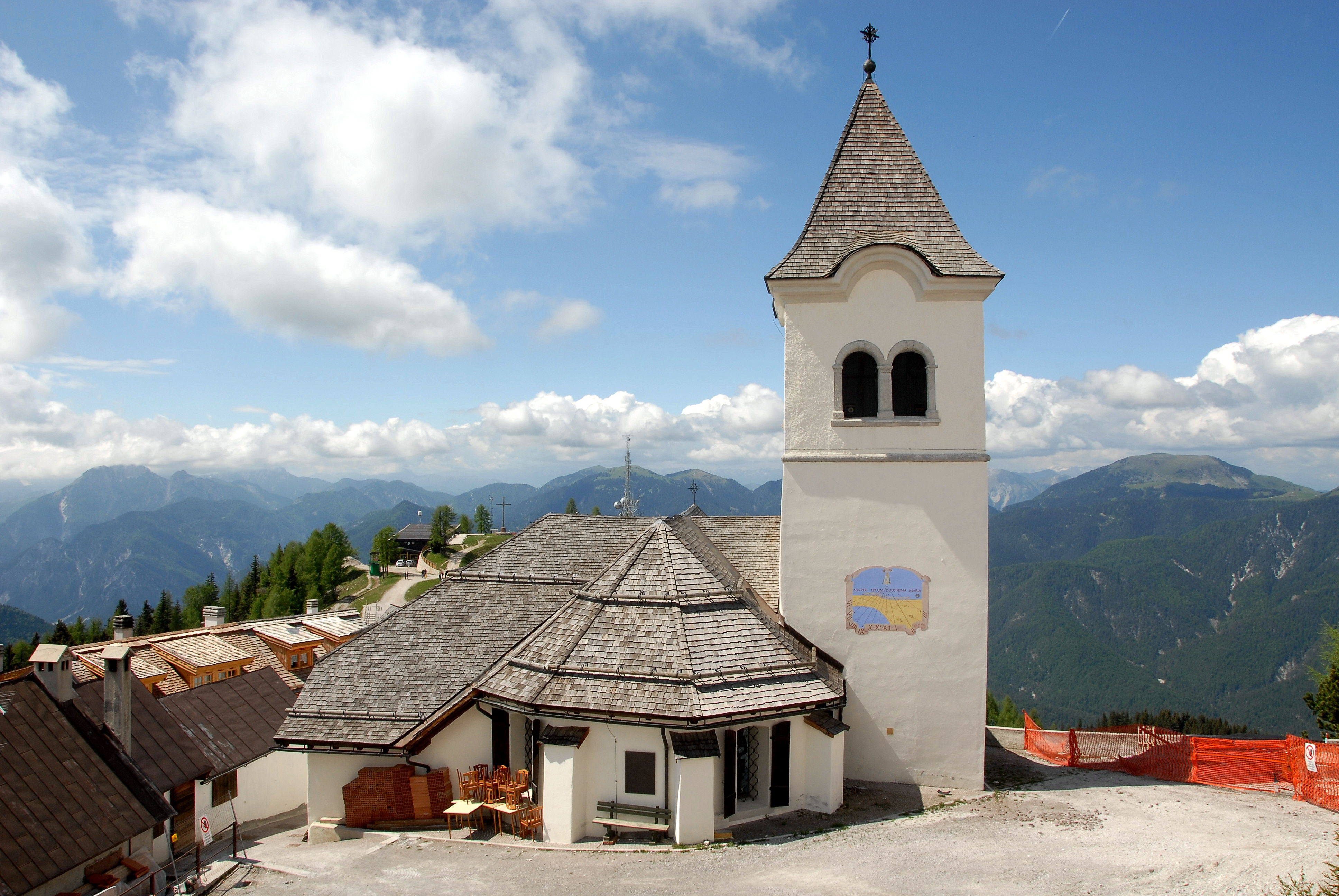
Il campanile del santuario
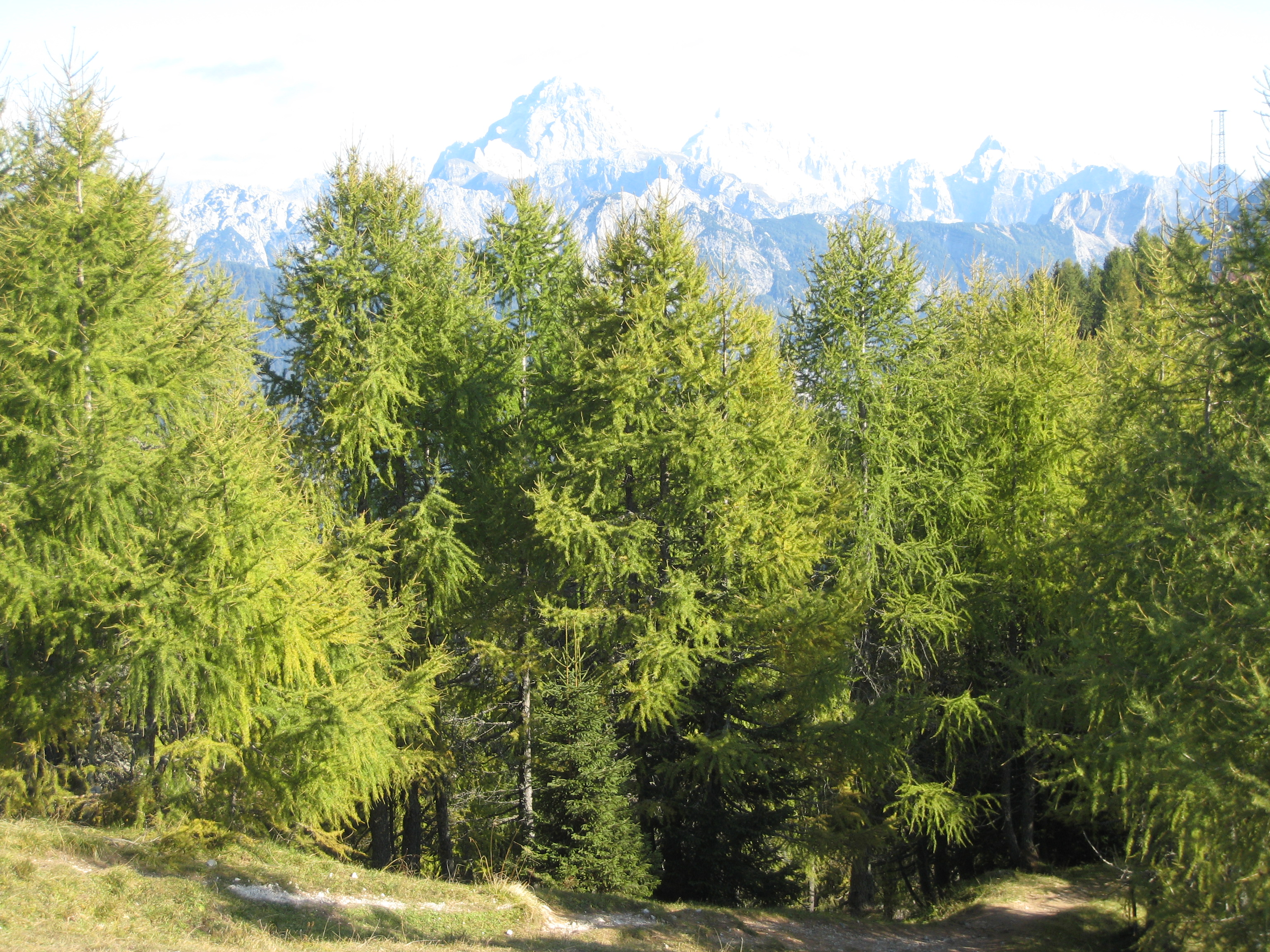
La vegetazione del Lussari
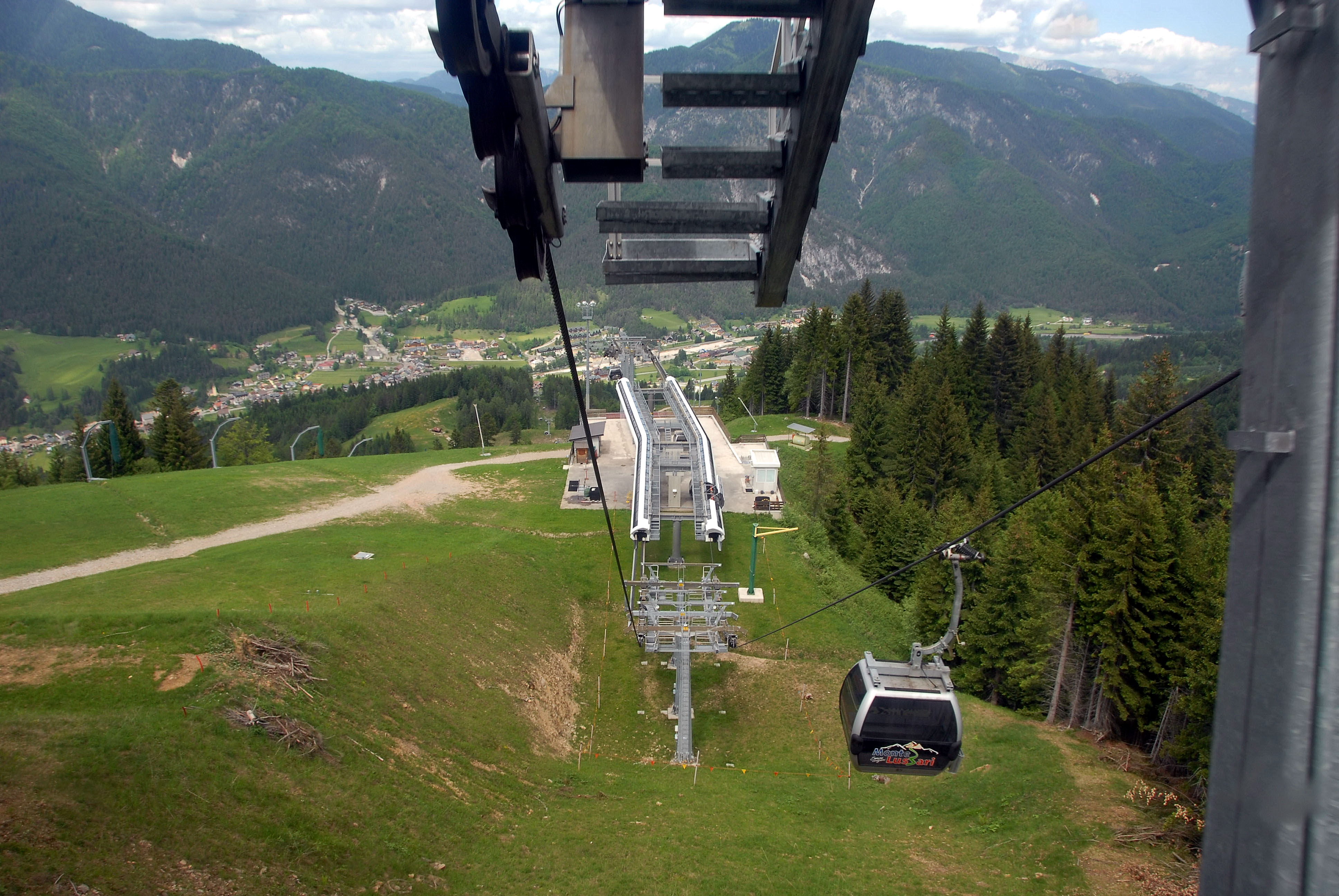
Gli impianti di risalita